# A Császári és Királyi Fegyveres Erők főparancsnoka

A légierő jelvénye

A Császári és Királyi Fegyveres Erők legfelsőbb parancsnoka (németül: Oberkommandierender der Streitkräfte von Österreich-Ungarn) volt az Osztrák–Magyar Fegyveres Erők – amely az Osztrák–Magyar hadseregéből, haditengerészetéből és repülőcsapataiból állt – legfőbb vezetése volt.

## Legfelsőbb főparancsnok
A főparancsnok általában Ausztria császára volt, mint Legfelsőbb Főparancsnok ( Allerhöchste Oberbefehl ).  A császár a fegyveres erőket (Bewaffnete Macht) a Császári és Királyi Felsége Császár-Király Katonai Kancellárián (Militärkanzlei Seiner Majesty des Kaisers and Königs) keresztül irányította, amelyet 1867. július 11-én hoztak létre. Egyéb vezetői általában a főhadsegéd (Generaladjutant) címet viselték:
- Friedrich von Beck-Rzikowsky (1867. július 11-1881)
- Arthur Freiherr von Bolfras (1889–1917. január 5.)

I. Ferenc József idős korában csak ritkán töltötte be személyesen a főparancsnoki tisztséget. Ehelyett a titulust alkalmazva Frigyes habsburg-tescheni főherceget nevezte ki képviselőjének: A Legfelsőbb Parancsnok – Ő Császári és Királyi Fensége gyalogsági tábornok és Frigyes főherceg hadseregfelügyelő ( Zur Disposition des Allerhöchsten Oberbefehls – se. kuk Hoheit General der Infanterie und Armeeinspektor Erzherzog Friedrich ).

## Főparancsnokok listája
| # | Portré | Főparancsnok                                                                 | Rang      | Hivatalba lépés   | Hivatal elhagyása | Szolgálati idő  |
| - | ------ | ---------------------------------------------------------------------------- | --------- | ----------------- | ----------------- | --------------- |
| 1 |        | ő császári és királyi apostoli felsége I. Ferenc József császár (1830–1916)  | tábornagy | 1848. december 2. | 1914. július 11.  | 66 év           |
| 2 |        | ő császári és királyi fensége Habsburg–Tescheni Frigyes főherceg (1856–1936) | tábornagy | 1914. július 11.  | 1916. december 2. | 1 év és 360 nap |
| 3 |        | ő császári és királyi apostoli felsége I. (IV.) Károly császár (1887–1922)   | tábornagy | 1916. december 2. | 1918. november 3. | 1 év és 336 nap |
| 4 |        | báró kövessházi Kövess Hermann (1854–1924)                                   | tábornagy | 1918. november 3. | 1918. december 1. | 28 nap          |

## Helyettesek listája
| #                                   | Portré | Főparancsnok-helyettes                                                                  | Hivatalba lépés   | Hivatal elhagyása | Szolgálati idő | Főparancsnok     |
| ----------------------------------- | ------ | --------------------------------------------------------------------------------------- | ----------------- | ----------------- | -------------- | ---------------- |
| 1                                   |        | ő császári és királyi fensége Habsburg–Tescheni Albert tábornagy (1817–1895)            | 1867.             | 1895. február 18. | 29 év          | I. Ferenc József |
| Üres 1895. február – 1898.          |        |                                                                                         |                   |                   |                |                  |
| 2                                   |        | ő császári és királyi fensége Ferenc Ferdinánd lovassági tábornok (1863–1914)           | 1898.             | 1914. június 28.  | 16 év          | I. Ferenc József |
| 3                                   |        | ő császári és királyi fensége Habsburg–Tescheni Frigyes gyalogsági tábornok (1856–1936) | 1905              | 1913              | 8 év           | I. Ferenc József |
| Üres 1913. február – 1916.          |        |                                                                                         |                   |                   |                |                  |
| 3                                   |        | ő császári és királyi fensége Habsburg–Tescheni Frigyes tábornagy (1856–1936)           | 1916 december 2.  | 1917. február 11. | 71 nap         | IV. Károly       |
| Üres 1917. február – 1918. november |        |                                                                                         |                   |                   |                |                  |
| 4                                   |        | báró straussenburgi Arz Artúr vezérezredes (1857–1935)                                  | 1918. november 4. | 1918. december 1. | 28 nap         | Kövess Hermann   |

## Lásd még
- Osztrák-Magyar Monarchia
- Császári és Királyi Haditengerészet
- Császári és Királyi Fegyveres Erők
- Császári és Királyi Hadsereg
- Császári és Királyi Légierő